# Téléciné
Téléciné és una revista de cinema publicada des de 1947 fins a 1978.
Creat per la F.L.E.C.C. (Federació d'Oci i Cultura Cinematogràfica), aquesta publicació mensual d'inspiració catòlica, destinada principalment al públic dels cineclubs, va estar formada per primer cop per fitxers filmogràfics a la redacció dels quals van contribuir especialment Henri Alekan, Claude-Jean Philippe, Henri Colpi o Gilbert Salachas, redactor en cap.
Téléciné deixà d'aparèixer el 1978.